# Santa Teresa Gallura
Santa Teresa Gallura (sardisk: Lungòni, Lungòne) er en by og en kommune (comune) i provinsen Sassari i regionen Sardinien i Italien. Byen ligger i 40 meters højde og har 5.277 indbyggere (2016). Kommunen har et areal på 102,29 km² og grænser til kommunerne Tempio Pausania, Valledoria og Viddalba.